# Дунганская мечеть (Каракол)
Дунганская мечеть (кирг. Дунган мечит) — построенная проживающей в Кыргызстане дунганской диаспорой мечеть в Караколе.

## История
Строительство мечети связано с переселением из Китая в город Каракол в XIX веке дунган. В 1907 году сюда был приглашен архитектор из Пекина Чжоу-Сы, который вместе с группой строителей из 20 человек начал строительство фундамента будущей мечети. Строительство длилось примерно 3 года и уже в 1910 году мечеть была возведена.
Как и остальные мечети и религиозные сооружения, в годы советской власти она была закрыта. Но после приобретения в 1991 году независимости вновь начала свою работу.

## Архитектура
В отличие от остальных мечетей Кыргызстана и Центральной Азии, размер составляет 27 метра в длину и 15 метра в ширину в форме прямоугольника с рядом колонн по восточной и западной части. Окна располагаются в основном на северной и южной стенах, западная стена совершенно пустая и чистая, так как здесь обращены взоры молящихся по причине того, что любая мечеть должна быть повернута в сторону арабского города Мекка.
Располагается на четырёх расположенных по периметру столбах, стоящих на каменных базах, поддерживающих нижнюю резную часть здания и кровлю. Их можно демонтировать, так как балки никак не закреплены, а лишь находятся в пазухах и специальных вырубках. Мечеть имеет три резные крыши, фронтоны которых с загнутыми углами обращены на юг. На концах всех четырёх балок, стоящих по периметру, изображены различные типы сказочных драконов великолепной резьбы, которые олицетворяют то или иное благо пожелание в китайской культуре. Саму кровлю поддерживает около 30 колонн, которые расписаны в золотисто-желтый цвет, на больших темно-синих основаниях. Карниз здания украшен изображениями винограда, груш, гранат и персиков.